# NDR Bigband

Logo

Die NDR Bigband ist die Big Band des Norddeutschen Rundfunks in Hamburg. Sie hat 17 fest angestellte Instrumentalmusiker: Klavier, Bass, Gitarre, Perkussion, 4 Trompeten, 4 Posaunen und 5 Saxophone. Die Stelle des Schlagzeugers ist nicht fest besetzt.
Seit 2016 wird die Band von dem Norwegischen Jazz-Musiker Geir Lysne geleitet. Seit Januar 2018 ist sie durch die Aufnahme der Gitarristin Sandra Hempel kein reines Männerensemble mehr.

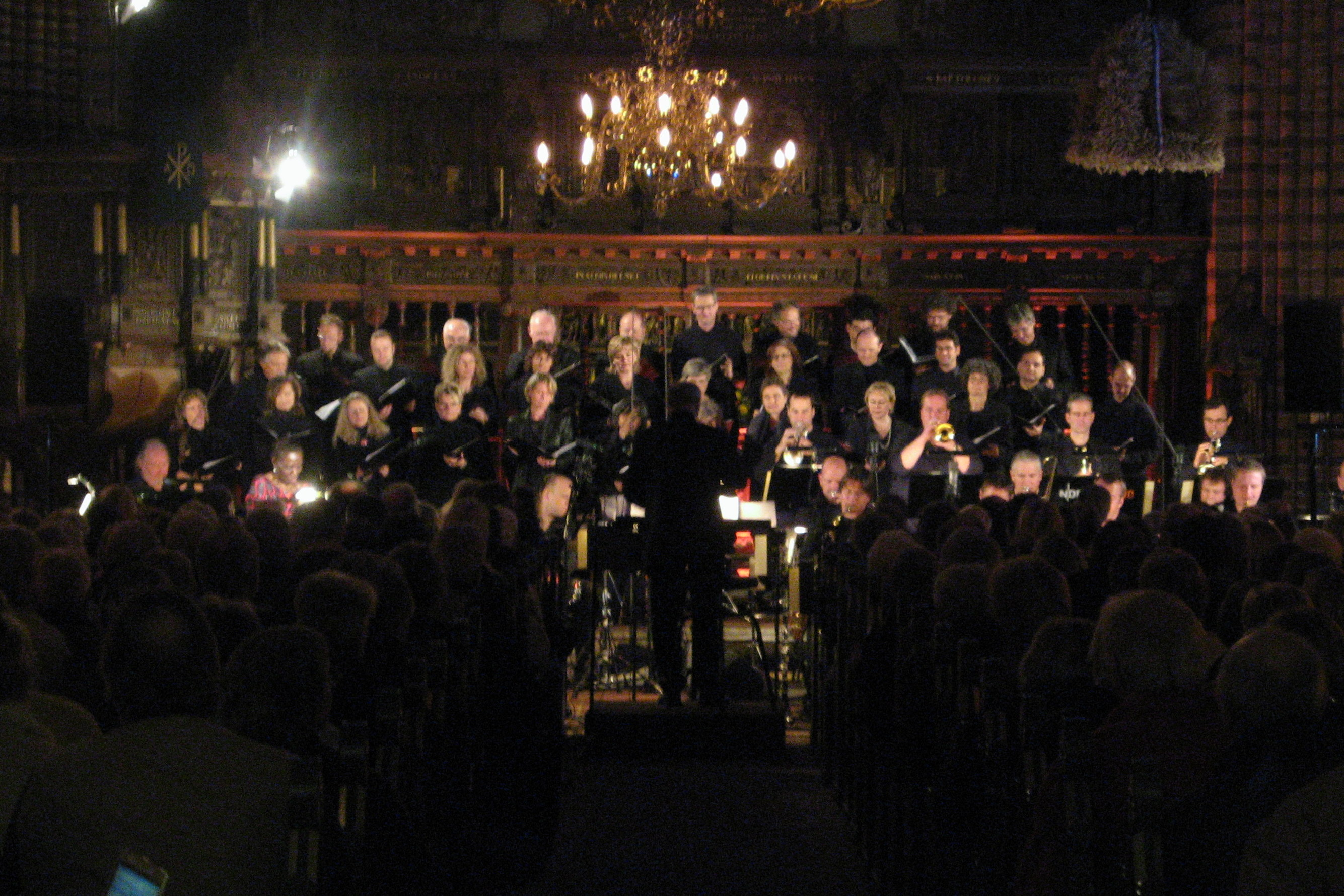
Bei einem Konzert 2007 im Meldorfer Dom

## Anfangszeit unter Steiner, Wege und Hause
Die NDR Bigband entstand aus dem Radio-Tanzorchester Hamburg, das im Mai 1945 gegründet wurde und erstmals am 6. Juni 1945 als „Kapelle Steiner“ in den Programmfahnen erwähnt wird. Es handelte sich dabei um das „Radio-Tanz-Orchester unter der Leitung von Willy Steiner“. Das Orchester mit Streichern hatte zeitweise bis zu 45 Musiker. Einer der ersten Geiger in diesem Orchester war Alfred Hause. Klarinette und Saxophon spielte Franz Thon. Der Saxophonist Kurt Wege leitete ab 1945 die „kleine Besetzung“ des Orchesters (Bläser und Rhythmusgruppe). Im Sommer 1946 übernahm er von Steiner die Gesamtleitung. Es kam jedoch bald zu Konflikten um die Rolle der Streicher und die Ausrichtung der Musik, die 1947 zu starken Hörerbeschwerden führten. Leserbriefe an die Hörzu lehnten jede Jazzorientierung des Orchesters ab; dagegen kam es nun auch zu zahlreichen Petitionen von Jazzfans. Innerhalb des Orchesters wuchs nun die Streichergruppe unter Alfred Hause; in der Ära Harry Hermann Spitz entstand 1948 das „Große Tanz- und Unterhaltungsorchester des NWDR unter der Leitung von Alfred Hause“ (Wege wurde ebenso wie die Refrainsängerin Dorle Rath beurlaubt).

## Unter Leitung von Franz Thon
Der 1910 in Köln geborene Franz Thon wurde 1948 der Leiter des „Tanzorchesters“, einer Big-Band-Besetzung, die eigene Produktionen neben denen des „großen“ Orchesters machte. Diese Big Band unter Thon blieb zunächst das „Tanz-Orchester des NWDR“ und wurde dann, nach der Aufteilung des NWDR in WDR und NDR am 1. Januar 1956, das „Tanz-Orchester des NDR unter der Leitung von Franz Thon“. In der Zeit von 1951 bis 1956 gehörten diesem Orchester folgende Musiker an: Werner Gutterer, Walter Lattisch, Ernst Herrmann, Paul Kubatsch (Trompeten), Günter Fuhlisch, Heinz Reese, Albert Rau, Fred Kleinschmidt (Posaunen), Fritz Skokann, Heinrich Schneider, Heinz Mihm, Franz Kakerbeck, Willi Surmann (Saxophone), Herrmann Hausmann (Klavier), Martin Böttcher (Gitarre), Matthias Größwang (Kontrabass) und Siegfried Enderlein (Schlagzeug).
Anfang 1956 gab es eine Hörerumfrage, ein Preisausschreiben: Neben dem Tanzorchester des NDR sollte beim Hamburger Sender ein neues Tanzorchester mit zeitgemäßem Sound gebildet werden. Das Orchester sollte einen neuen, „griffigen“ Namen bekommen, und der sollte nicht vom NDR vorgegeben, sondern von den Hörern vorgeschlagen werden. Genommen wurde der Vorschlag: Das Tanzorchester ohne Namen (seit 1. März 1956). Auch dessen Leitung übernahm Franz Thon.
Ab 1963 gab es Jazz-Produktionen mit dem Tanzorchester des NDR, zu denen Gastsolisten und Gastdirigenten eingeladen wurden; das Orchester wurde dann im Programm als „NDR-Studioband“ angesagt.
Zur Jazz-Big-Band entwickelte sich das Orchester zunehmend ab den 1970er Jahren (erstes Konzert 1974 in der Fabrik) auf Initiative von NDR-Redakteur Wolfgang Kunert. In dieser Zeit kam Dieter Glawischnig dazu; er spielte zuerst 1973 als Gast-Pianist mit der NDR-Studioband und hatte im Juni 1975 beim New Jazz Festival in Hamburg erstmals die Leitung als Gastdirigent.
Nicht zu verwechseln mit der NDR-Studioband ist das Hamburger Studio Orchester beim NDR. Es handelte sich hierbei um eine Big Band, die vom Sender für Fernseh-Produktionen eingesetzt wurde. Sie ging aus dem Orchester Viktor Reschke hervor, wurde von 1961 bis 1963 von Kurt Henkels und dann bis 1968 von Rolf Kühn geleitet. Nach Auflösung dieser Band wechselten einige ihrer Musiker zum Tanzorchester des NDR.

## Unter Dieter Glawischnig
Januar 1980 wurde Dieter Glawischnig als Nachfolger von Franz Thon der Chefdirigent des Orchesters. 1982 war der erste Auftritt beim Jazzfest Berlin mit Bennie Wallace. Ab etwa 1990 erfolgte eine grundsätzliche Orientierung zum Jazz. Mitglieder der NDR Bigband sind seit 1990 Ingolf Burkhardt, seit 1995 Marcio Doctor, Peter Bolte, Fiete Felsch, seit 1998 Stefan Lottermann, seit 1999 Claus Stötter, seit 2000 Ingo Lahme, seit 2001 Frank Delle und seit 2002 Dan Gottshall.
Der Name NDR Bigband wird seit Dezember 1987 ausschließlich verwendet. 1993 fand das 100. Konzert statt (mit Vince Weber, Etta Cameron, Albert Mangelsdorff, Wolfgang Dauner, Inga Rumpf).
Zur NDR Bigband gehörten u. a. Egon Christmann, Herb Geller (1965 bis 1994), Wolfgang Schlüter (ab 1965), Lucas Lindholm (1971 bis 2008), Lennart Axelsson (1985 bis 2005), Stephan Diez (1990 bis 2016), Joe Gallardo (1991 bis 2008), Christof Lauer (1993 bis 2018), Johannes Faber (1990 bis 1996), Howard Johnson (1991 bis 1995), Lutz Büchner (1994 bis 2016), Reiner Winterschladen (1995 bis 2017), Vladyslav Sendecki (1996 bis 2020), Steffen Schorn (1997 bis 2001), Nils Landgren (1998 bis 2001).
Zu vergangenen Programmen gehörten ab 1995 beispielsweise ein Hendrix-Projekt (mit Örjan Fahlström und Inga Rumpf), ein Astor-Piazzolla-Projekt mit Steve Gray, ein Zappa-Projekt mit Colin Towns (Moers Festival 2004), sowie Projekte unter der Leitung von Carla Bley, George Gruntz oder Michael Gibbs.

## Unter Leitung von Jörg Achim Keller
Im August 2008 wurde Jörg Achim Keller Chef-Dirigent als Nachfolger von Glawischnig mit Nils Landgren als künstlerischem Berater. Keller hatte bereits seit 1986 für die NDR Bigband arrangiert. Keller arrangierte schon während des Studiums für Peter Herbolzheimer, das niederländische Metropole Orkest sowie für namhafte Jazzmusiker. Bevor er im Februar 2000 beim Hessischen Rundfunk Chefdirigent der hr-Bigband wurde, hatte er das Deutsche Filmorchester Babelsberg in Potsdam dirigiert. 2008 wechselte er von Frankfurt nach Hamburg als neuer Leiter der NDR Bigband. 2008 wurde Klaus Heidenreich und 2009 wurde Ingmar Heller festes Mitglied der Formation.
Mit Omar Sosa wurde 2011 das Album Ceremony, arrangiert von Jaques Morelenbaum, veröffentlicht. 2012 erschien das Album Shir Ahava mit dem Pianisten Alon Yavnai.

## Unter Leitung von Geir Lysne
Geir Lysne leitet seit der Saison 2016/2017 die NDR Bigband. Keller ist seitdem 1. Gastdirigent der NDR Big Band. 2017 erschien das Album Faces Under the Influence: A Jazz Tribute to John Cassavetes, mit Tim Hagans, der auch das Werk geschrieben hatte. Neue Mitglieder wurden Sandra Hempel (seit 2018) und Luigi Grasso (seit 2019). Zu ihrem 80. Geburtstag spielte Carla Bley mit dem Orchester und dem Neuen Hamburger Knabenchor La Leçon Française. Mit zwei polnischen Programmen tourte die Formation 2019 durch Polen. 2020 wurde Percy Pursglove festes Mitglied der Bigband, 2021 folgten Florian Weber und Julius Gawlik.
Unter musikalischer Leitung von Zacharias Falkenberg hat sich die NDR Bigband mit dem Avant-Pop-Duo ÄTNA zusammengetan; im September 2021 folgten Auftritte in der Elbphilharmonie in Hamburg und auf dem Bebelplatz in Berlin. Manager der Formation ist seit 2022 Michael Dreyer.
Der Norweger dirigierte am 29. Juni 2025 sein letztes Konzert als Chefdirigent der NDR Big Band.

## Unter Leitung von Nikki Iles
Nikki Iles wird ab der Saison 2025/2026 die neue Chefdirigentin der NDR Bigband.

## Besetzung

### Besetzung seit 2022
Die aktuelle Besetzung (Juli 2025) besteht aus:
- Saxophon: Peter Bolte (as), Fiete Felsch (as), Frank Delle (ts), Julius Gawlik (ts), Luigi Grasso (bs)
- Trompete: Thorsten Benkenstein, Ingolf Burkhardt, Percy Pursglove, Claus Stötter
- Posaune: Dan Gottshall, Klaus Heidenreich, Ingo Lahme, Stefan Lottermann
- Rhythmusgruppe:  Florian Weber (Keys), Marcio Doctor (Percussion), Ingmar Heller (Bass), Sandra Hempel (Gitarre)

### Ehemalige Mitglieder (Auswahl)
Zu den ehemaligen Mitgliedern gehören unter anderem:
- Saxophon: Herb Geller, Christof Lauer, Howard Johnson, Lutz Büchner, Steffen Schorn
- Trompete: Johannes Faber, Reiner Winterschladen, Lennart Axelsson
- Posaune: Joe Gallardo, Nils Landgren, Egon Christmann, Günter Fuhlisch
- Rhythmusgruppe: Vladyslav Sendecki (Keys), Wolfgang Schlüter (Vibrafon und Percussion), Stephan Diez (Gitarre), Lucas Lindholm (Bass)